# Valea Vișeului, Maramureș
Valea Vișeului (în ucraineană Вишiвська Дοлина, în maghiară Visóvölgy) este un sat în comuna Bistra din județul Maramureș, Transilvania, România.

## Așezare
Satul este situat la sud de granița cu Ucraina. În partea de nord-vest a satului Valea Vișeului, râul Vișeu se varsă în Tisa. În sat există o biserică ortodoxă și una catolică.
Valea Vișeului este un important nod feroviar în județul Maramureș, satul având legături directe cu unele dintre principalele orașe din România, cum ar fi București, Timișoara, Cluj sau Mangalia (doar vara). În trecut, exista și un tren care lega satul de localitatea ucraineană Rakhiv, însă, de câțiva ani, acesta nu mai circulă.
Incepând cu data de 18 ianuarie 2023 s-au reluat cursele feroviare de călători pe ruta Rakhiv – Dilove – Valea Vișeului, care leagă Ucraina de România []

## Istoric
Numele vechi a localității este Gura Tisei. Prima atestare documentară a satului datează din anul 1411, dar există și dovezi că zona este locuită încă din secolul al XI-lea. După alte surse este atestat din 1913 (Visóvölgy).

## Etimologie
Etimologia numelui localității provine din substantivul „vale” = „depresiune” (<lat. vallis) + Vișeu (la genitiv) (<n. pers. Vișa, diminutivul lui Vičeslav = Visalv = Vitoslav).

## Demografie
La recensământul din 2011, populația era de 1.491 locuitori. Populația este 100% ucraineană.

## Obiective turistice
- Casa Memorială „Havrelo Clempuș" (1910 – 1990), primul poet de expresie ucraineană din Țara Maramureșului.[5][6]